# Timi Hansen
Timi Grabber Hansen (28 de octubre de 1958-4 de noviembre de 2019) fue un bajista danés, reconocido por haber tocado en la banda de heavy metal Mercyful Fate entre 1981 y 1985 y entre 1992 y 1993, y en la banda solista de King Diamond entre 1985 y 1987.

## Biografía
El 1 de agosto de 2019 King Diamond anunció que Mercyful Fate brindaría algunos conciertos, pero que Timi no haría parte de la reunión. Más adelante se supo que el músico se encontraba combatiendo contra un cáncer. Finalmente, Hansen falleció debido a un cáncer el 4 de noviembre de 2019.

## Discografía

### Con Mercyful Fate
- Nuns Have No Fun (1982)
- Melissa (1983)
- Don't Break the Oath (1984)
- Return of the Vampire (1992)
- In the Shadows (1993)
- The Bell Witch EP (1994)

### Con King Diamond
- No Presents for Christmas (1985)
- Fatal Portrait (1986)
- Abigail (1987)
- The Dark Sides (1989)